# サミット明星パワー糸魚川バイオマス発電所
サミット明星パワー糸魚川バイオマス発電所（サミットみょうじょうパワーいといがわバイオマスはつでんしょ）は、新潟県糸魚川市にあるバイオマス発電所。

## 概要

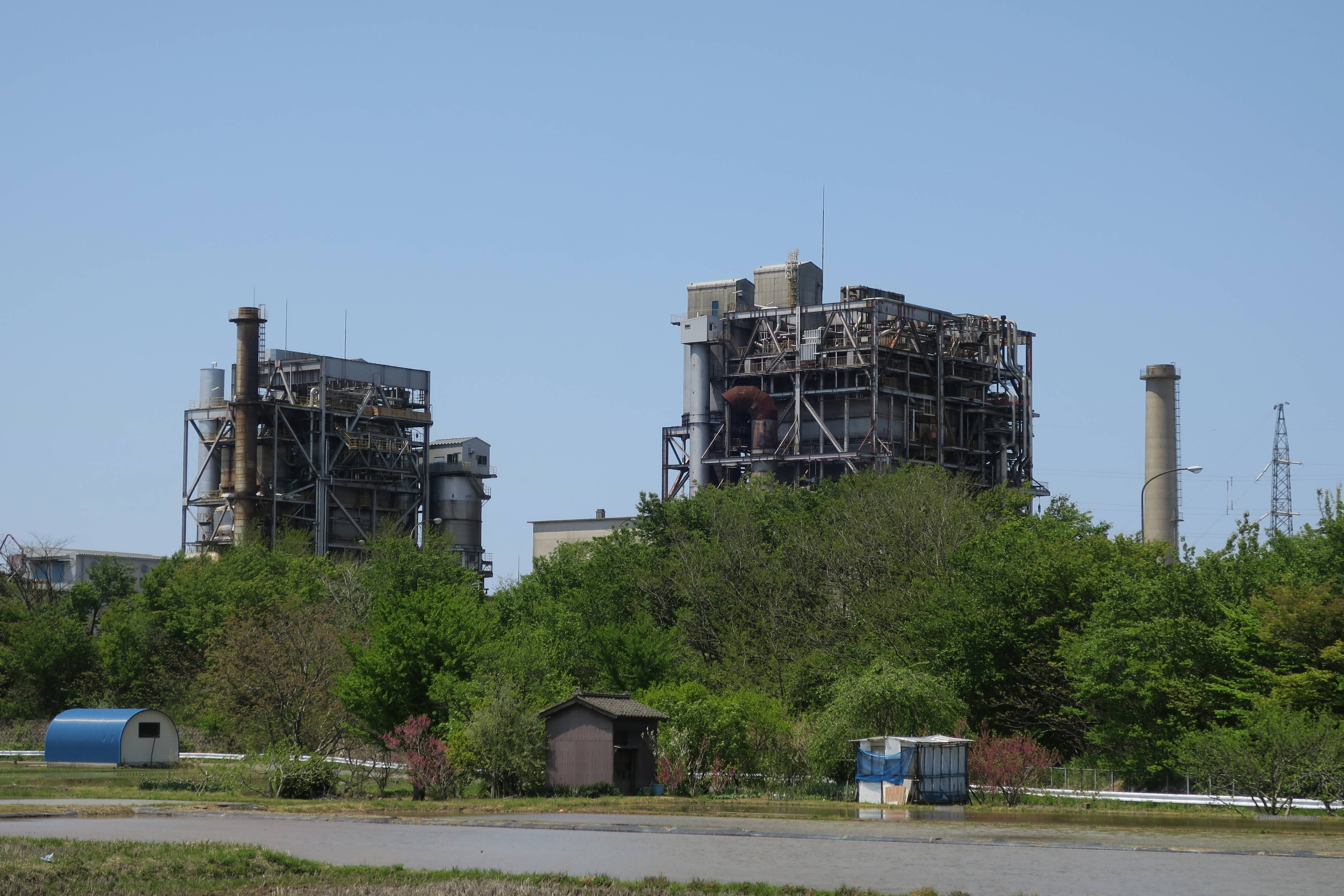
糸魚川バイオマス発電所（左）
（右は糸魚川発電所）

2002年にサミットエナジー（住友商事100%出資子会社）と明星セメント（太平洋セメント100%出資子会社）が共同出資して設立したサミット明星パワー株式会社が経営する発電所であり、明星セメント糸魚川工場内にある。同工場への電力の供給ならびに特定規模電気事業者であるサミットエナジーへ小売電力を供給する国内初の本格的なバイオマス発電設備として2005年1月に運転を開始した。

## 発電設備
1号機
定格出力：5万kW
使用燃料：木質バイオマス（補助燃料として石炭）
営業運転開始：2005年1月